# Cattedrale di St Asaph
La cattedrale di St Asaph (in gallese Eglwys Gadeiriol Llanelwy) è la chiesa principale della diocesi anglicana di St Asaph (e prima della diocesi cattolica omonima) , nel Denbighshire (Galles). È spesso indicata come la più piccola cattedrale anglicana del Regno Unito.
Già nel VI secolo il santo Mungo di Glasgow (altre fonti parlano di Sant'Elwy nel 560) una chiesa fu costruita sul luogo dell'attuale cattedrale o nelle sue vicinanze. In seguito si occupò della chiesa Sant'Asaph (Asafo), nipote di Pabo Post Prydein.
Le parti più antiche dell'edificio attuale risalgono al XIII secolo, quando si decise di edificare una nuova chiesa al posto dell'originale incendiata dal re inglese Edoardo I nel 1282.
La ribellione di Owain Glyndŵr nel XV secolo portò alla distruzione di parte della cattedrale, che rimase in rovina per circa settanta anni. Gran parte dell'edificio attuale risale agli anni del regno di Enrico VII, con importanti restauri ottocenteschi.